# クリスティアン2世 (ザクセン選帝侯)
クリスティアン2世（Christian II., 1583年9月23日 - 1611年6月23日）は、ザクセン選帝侯（在位：1591年 - 1611年）。

## 生涯
クリスティアン1世と妃であるブランデンブルク選帝侯ヨハン・ゲオルクの娘ゾフィーの間に第1子としてドレスデンで生まれた。
1591年に父の死去によって選帝侯位に即いたが、幼少の為1601年まで同族のザクセン＝ヴァイマル公フリードリヒ・ヴィルヘルム1世が摂政に立てられた。
クリスティアン2世は1602年9月12日にデンマーク王フレゼリク2世の王女ヘ－トヴィヒ（1581年 - 1641年）と結婚したが、彼女との間に子供は生まれなかった。1611年6月23日にドレスデンで死去、弟のヨハン・ゲオルク1世が選帝侯位を嗣いだ。